# ISO 45001
La norma ISO 45001 "Occupational health and safety management systems -- Requirements with guidance for use" en español "Sistemas de gestión de salud y seguridad en el trabajo - Requisitos y orientación para el uso", es una norma internacional que especifica los requisitos para un sistema de gestión de salud y seguridad ocupacional (en inglés: OHS, en español SST) y proporciona indicaciones para su uso, para permitir a las organizaciones proporcionar trabajos seguros y saludables, prevenir accidentes en el trabajo y problemas de salud, además de mejorar SST de manera proactiva.
Es aplicable a cualquier organización que desee establecer, implementar y mantener un sistema de gestión para mejorar la salud y la seguridad en el trabajo, eliminar los riesgos y minimizar los riesgos (incluidas las fallas del sistema), aprovechar las oportunidades de SST. Ayuda a una organización a alcanzar los resultados esperados de su sistema de gestión.
De acuerdo con la política de seguridad y salud de la empresa en el lugar de trabajo, los resultados esperados de un sistema de gestión SST incluyen:
- a) mejora continua de los servicios relacionados con la SST;
- b) cumplir con los requisitos legales y otros requisitos;
- c) logro de los objetivos para SST.

ISO 45001 es aplicable a cualquier organización, independientemente de su tamaño, tipo y actividad. Es aplicable a los riesgos de SST bajo el control de la organización, teniendo en cuenta factores como el contexto en el que opera la organización y las necesidades y expectativas de sus trabajadores y otras partes interesadas.

## Historia
ISO 45001 fue desarrollado por los sistemas de gestión de salud y seguridad ocupacional ISO/TC 283, y publicado por primera vez el 12 de marzo de 2018.
La norma aún no se ha publicado como una norma europea EN.
ISO/TC 283 se estableció en el año 2013.

## Estructura de la norma
ISO 45001 adopta el esquema "Estructura de alto nivel " en 10 puntos de requisitos:
- 1 objeto y campo de aplicación
- 2 referencias normativas
- 3 términos y definiciones
- 4 contexto de la organización
  - 4.1 Entendimiento de la organización y su contexto
  - 4.2 Entendimiento de las necesidades y expectativas de los trabajadores y de otras partes interesadas
  - 4.3 Determinación del alcance del sistema de gestión de la SST
  - 4.4 Sistema de gestión de la Seguridad y Salud en el Trabajo
- 5 liderazgo y intervención de los trabajadores
  - 5.1 Liderazgo y compromiso
  - 5.2 Política de la Seguridad y Salud en el Trabajo
  - 5.3 Relación, competencias y autoridades en la organización
  - 5.4 Consulta y intervención de los trabajadores
- 6 planificación
  - 6.1 Acciones para abordar riesgos y ocasiones
  - 6.2 Objetivos de la Seguridad y Salud en el Trabajo y planificación para lograrlos
- 7 apoyo
  - 7.1 Recursos
  - 7.2 Competencia
  - 7.3 Toma de conciencia
  - 7.4 Comunicación
  - 7.5 Información documentada
- 8 operación
  - 8.1 Planificación y control operativo
  - 8.2 Elaboración y respuesta ante emergencias
- 9 evaluación del desempeño
  - 9.1 Seguimiento, medición, análisis y evaluación del desempeño
  - 9.2 Auditoría interna
  - 9.3 Verificación por la dirección
- 10 Mejora
  - 10.1 Generalidades
  - 10.2 Incidentes, no conformidades y acciones correctivas
  - 10.3 Mejora continua